# Harald Dörig

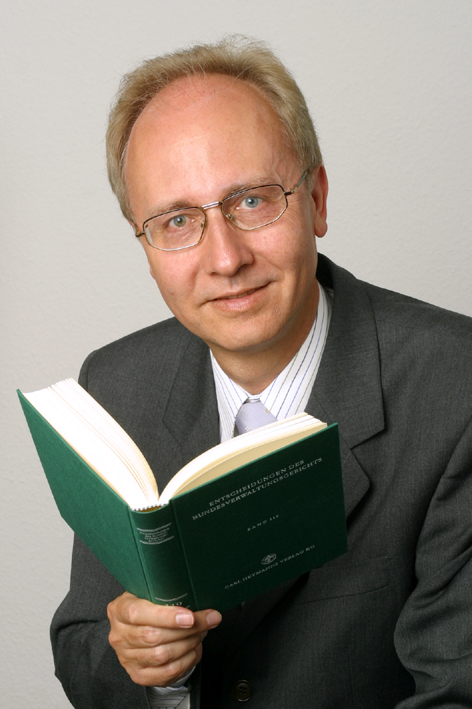
Harald Dörig (2007)

Harald Dörig (* 8. Januar 1953 in Frankfurt-Sachsenhausen) ist ein deutscher Jurist. Von 2000 bis 2018 war er Richter am Bundesverwaltungsgericht in Leipzig, seit April 2000 ist er Honorarprofessor für Rechtswissenschaften an der Friedrich-Schiller-Universität Jena.

## Werdegang
Nach dem Abitur 1971 an der Freiherr-vom-Stein-Schule in Frankfurt am Main studierte Harald Dörig an der Johann Wolfgang Goethe-Universität Rechtswissenschaften und Politikwissenschaften und engagierte sich sowohl im Fachbereich Rechtswissenschaften als auch auf gesamtuniversitärer Ebene mehrere Jahre lang als Vertreter des Liberalen Hochschulverbands in der Verfassten Studentenschaft sowie in der Humanistischen Union. 1979 legte er das Erste Juristische Staatsexamen ab und begann bei Erhard Denninger seine rechtsvergleichende Doktorarbeit. 1981 wurde Dörig aufgrund seiner Studie „Gewissensfreiheit und Diskriminierungsverbot als Grenzen einer Neugestaltung des Zivildienstes nach Art. 12 a Abs. 2 GG“ promoviert. Ab 1980 absolvierte er in Hessen das Rechtsreferendariat, das er 1983 als einer der besten seines Jahrgangs mit dem Zweiten Juristischen Staatsexamen abschloss.
Im Anschluss an das Referendariat trat Harald Dörig im Mai 1983 als Rechtsanwalt einer großen Frankfurter Anwaltskanzlei mit Schwerpunkt auf dem Gebiet des internationalen Wirtschaftsrechts bei, wechselte jedoch bereits fünf Monate später als Richter ans Landgericht Hanau, wo er von November 1983 bis Ende 1987 tätig war. Dörig war in dieser Zeit unter anderem Berichterstatter in einem internationales Aufsehen erregenden Prozess gegen führende Manager der damaligen Hanauer Nuklearbetriebe, gegen die seit 1986 wegen illegalen Betriebs von kerntechnischen Anlagen ermittelt worden war.
Von Anfang 1988 bis November 1990 war Harald Dörig Referent im Hessischen Ministerium der Justiz und dort im Justizprüfungsamt unter anderem für die Bereitstellung von Prüfungsthemen für die das Zweite Juristische Staatsexamen sowie für die Anerkennung ausländischer juristischer Abschlüsse zuständig.
Am 17. November 1990 wurde Dörig zum Richter am Oberlandesgericht Frankfurt am Main ernannt. Er konnte das neue Amt jedoch kaum wahrnehmen, da er ab 1. Dezember 1990 – also unmittelbar nach der Wiedervereinigung und als Folge der Thüringer Landtagswahl vom 14. Oktober 1990 – zum Leiter der Zentralabteilung im Thüringer Ministerium für Wissenschaft und Kunst berufen wurde. Zunächst als Wochenendpendler war Dörig in den folgenden Jahren als „Personalchef“ des Ministeriums maßgeblich am Aufbau des Ministeriums und an der Neuordnung aller Wissenschaftseinrichtungen Thüringens beteiligt. Seit August 1993 war Dörig als Ministerialdirigent zugleich Vertreter des Staatssekretärs und hatte seinen Wohnsitz von Frankfurt am Main-Kalbach nach Erfurt verlegt.
Ab 1996 engagierte sich Harald Dörig zehn Jahre lang in der Schulgemeinde des Erfurter Gutenberg-Gymnasiums und war dort Vorsitzender des Fördervereins. Er initiierte Fortbildungsmaßnahmen für Lehrer, Eltern und Schüler zum Thema Gewaltprävention. Nach dem Amoklauf von Erfurt am 26. April 2002 wurde sein Konzept für Antigewalt-Programme in ganz Thüringen aufgegriffen, seine Vorschläge zur Reform des Waffenrechts stellte er auch in zahlreichen Medien vor.
Im Januar 2000 wurde Harald Dörig zum Richter am Bundesverwaltungsgericht ernannt. Von 2002 bis zu seiner Pensionierung im Herbst 2018 war er Mitglied des 1. Revisionssenats, der u. a. für das Ausländerrecht, das Asylrecht und das Staatsangehörigkeitsrecht zuständig ist.
Im April 2000 wurde Dörig zum Honorarprofessor an der Friedrich-Schiller-Universität in Jena berufen. 2001 und 2002 war Harald Dörig Gastprofessor an der Faculty of Law der University of Sydney, Australien. Seine Forschungsschwerpunkte sind Europarecht, Ausländer-, Asyl- und Staatsangehörigkeitsrecht, Grundrechte, Verwaltungsprozessrecht und Rechtsvergleichung. Dörig ist Autor zahlreicher Fachaufsätze zum deutschen und internationalen Flüchtlingsrecht, Ausländerrecht und Umweltrecht. Er ist Vorstandsmitglied der Internationalen Vereinigung der Asyl- und Migrationsrichter (IARMJ) und Mitglied der Redaktion einer großen juristischen Fachzeitschrift. Seine Vortragstätigkeit führte ihn u. a. nach Tokyo, Kapstadt, Kairo, Tunis, Toronto, Zentralasien und in zahlreiche europäische Länder.
Harald Dörig ist seit 1982 verheiratet, die Familie hat zwei erwachsene Söhne.

## Ehrungen
Am 30. Januar 2008 wurde Harald Dörig das Bundesverdienstkreuz am Bande verliehen. In einer Feierstunde in der Thüringer Staatskanzlei überreichte Ministerpräsident Dieter Althaus die Auszeichnung und begründete sie insbesondere mit Dörigs ehrenamtlichem Engagement zur Vorbeugung gegen Gewalt an thüringischen Schulen vor und nach dem Amoklauf am Gutenberg-Gymnasium. Dörig habe „maßgeblich dazu beigetragen, dass die Schulgemeinschaft das schreckliche Verbrechen in mitmenschlicher und konstruktiver Weise verarbeitet hat“. Seine Auszeichnung soll – so die Vorschlagsbegründung von Althaus – „stellvertretend für viele andere Eltern stehen, die sich in den Schulen im Freistaat Thüringen engagieren“. Die Thüringer Allgemeine schrieb zu dieser Ehrung: „Er gab der sprachlosen Schulgemeinschaft eine Stimme.“

## Veröffentlichungen (Auswahl)
- Handbuch Migrations- und Integrationsrecht. C.H. Beck, München 2018. 2. Auflage 2020, ISBN 978-3-406-74752-6.
  - mit Stephan Hocks (Hrsg.): Münchener Anwaltshandbuch Migrations- und Integrationsrecht. C.H. Beck, München 2024. 3. Auflage, ISBN 978-3-406-80165-5.
- Kommentierung von Artikel 1 bis 10 der EU Asylanerkennungsrichtlinie. In: Hailbronner/Thym: EU Immigration and Asylum Law. 2. Auflage, C.H. Beck, München 2015, ISBN 978-3-406-66653-7.
- Das Warum ist wichtig für die Zukunft. Harald Dörig im Gespräch mit Angelika Reiser-Fischer. In: Hanno Müller, Paul-Josef Raue (Hrsg.): Der Amoklauf. 10 Jahre danach – Erinnern und Gedenken. Klartext-Verlagsgesellschaft (Thüringer Bibliothek, Band 5), Essen 2012, S. 131–133, ISBN 978-3-8375-0762-1.
- Thüringer Personalvertretungsgesetz und Wahlordnung. Leitfaden. Rehm Verlag, München/Berlin 1993, ISBN 978-3-8073-1059-6.
- Zivildienst im europäischen Vergleich. In: Klaus Pokatzky (Hrsg.): Zivildienst – Friedensarbeit im Inneren. Rowohlt Verlag, Reinbek 1983, S. 223–235, ISBN 978-3-499-14838-5.
- Gewissensfreiheit und Diskriminierungsverbot als Grenzen einer Neugestaltung des Zivildienstes nach Art. 12 a Abs 2 GG. Eine verfassungsrechtliche und rechtsvergleichende Untersuchung. Nomos Verlag, Baden-Baden 1981, ISBN 978-3-7890-0704-0. Zugleich Diss. jur., Universität Frankfurt am Main 1981.

## Belege
1. ↑  Richter am Bundesverwaltungsgericht Prof. Dr. Harald Dörig im Ruhestand. Auf: bverwg.de vom 3. September 2018.
2. ↑  Harald Dörig: Welche rechtlichen Handlungsmöglichkeiten gibt es zur Abwehr von Gewalt an Schulen? Auf: fwiegleb.de, September 2000.
3. ↑  mehrfach auch im Ersten, z. B. bei „Hart aber Fair“ am 17. September 2018 und mehrfach bei ‚Sabine Christiansen‘, u. a. am 26. November 2006, siehe Randale, prügeln, „ballern“ – was tun gegen Gewalt?
4. ↑   Maybrit Illner. (Memento vom 3. März 2015 im Internet Archive) auf DW-TV vom 12. März 2009.
5. ↑  Honorarprofessor bestellt. Bundesverwaltungsrichter Dr. Dörig lehrt in Jena. (Memento vom 3. März 2015 im Internet Archive) Erschienen auf: Uni-Journal Jena. Nr. 10, 2000, S. 4.
6. ↑  Thüringer Staatskanzler: Ordensträger. (Memento vom 2. Dezember 2012 im Internet Archive)
7. ↑  Prof. Dr. Harald Dörig bekommt heute das Verdienstkreuz am Bande. (Memento vom 3. März 2015 im Internet Archive). Im Original publiziert auf radio-frei.de vom 30. Januar 2008.
8. ↑  Verdienstorden der Bundesrepublik Deutschland für Prof. Dr. Harald Dörig. Mitteilung der Thüringischen Staatskanzlei vom 30. Januar 2008, publiziert u. a. auf thueringen.de.
9. ↑  Birgit Kummer: Der Einmischer. Bundesrichter Prof. Harald Dörig wird heute mit dem Bundesverdienstkreuz ausgezeichnet. Thüringer Allgemeine, 30. Januar 2008.

| Personendaten    | Personendaten                                         |
| ---------------- | ----------------------------------------------------- |
| NAME             | Dörig, Harald                                         |
| KURZBESCHREIBUNG | deutscher Jurist, Richter am Bundesverwaltungsgericht |
| GEBURTSDATUM     | 8. Januar 1953                                        |
| GEBURTSORT       | Frankfurt-Sachsenhausen                               |